# Elisabeth von Polen
Elisabeth von Polen (polnisch Elżbieta Łokietkówna; * 1305; † 29. Dezember 1380 in Budapest) war von 1320 bis 1342 Königin von Ungarn, Kroatien sowie im Namen ihres Sohnes Ludwig ab 1370 Regentin von Polen. Sie stammte aus dem Adelsgeschlecht der kujawischen Piasten.

## Leben
Elisabeth wurde als Tochter des polnischen Königs Władysław I. Ellenlang und dessen Gemahlin Hedwig von Kalisch geboren.
Am 6. Juli 1320 wurde sie mit Karl I. Robert, König von Ungarn, Kroatien und Dalmatien verheiratet, nachdem dessen erste beiden Frauen Maria von Beuthen und Beatrix von Luxemburg nach kurzer Ehe verstorben waren. Aufgrund dieser Ehe bahnte sich zwischen Ungarn und Polen ein Bündnis an, das ein Gegengewicht zu den Luxemburgern in Böhmen und im Reich darstellte und einige Zeit die politischen Zustände in Mitteleuropa mitbestimmte.
Das Paar hatte fünf Söhne:
- Karl (* 1321)
- Ladislaus (1324–1329),
- Ludwig I. (1326–1382), König von Ungarn und Polen
- Andreas, Fürst von Kalabrien und Neapel (1327–1345),
- Stephan, Fürst von Slawonien (1332–1354).

Elisabeths Bruder Kasimir, nachmaliger König Polens, suchte 1330 eine ihrer Hofdamen, Clara, Tochter des Magnaten Felicián Zách, zu verführen, wurde von dieser aber abgewiesen und entehrte sie daraufhin gewaltsam. Danach reiste er ab. Claras entrüsteter Vater verdächtigte Elisabeth der Beihilfe, stürzte eines Tages mit gezücktem Säbel in das Zimmer, wo die Königsfamilie bei Tafel saß, und ging mit seiner Waffe auf die Königin los. Diese wollte den Streich mit der rechten Hand abwehren, verlor dabei aber vier Finger. Ihr Gemahl wurde beim Eingreifen ebenfalls verletzt, Felicián Zách jedoch schließlich von der Dienerschaft niedergemacht. Elisabeths Hofdame Clara wurden Nase, Lippen und Ohren abgeschnitten; danach wurde sie in diesem Zustand dem Volk präsentiert.
Als Karl I. Robert 1342 starb, folgte ihm sein Sohn Ludwig als ungarischer König. Elisabeths zweiter Sohn Andreas hatte Johanna I. von Neapel geheiratet, doch diese lehnte es ab, ihn zum König Neapels zu machen und an der Regierung zu beteiligen. Johanna erhielt für ihre Vorgangsweise auch die Unterstützung des Papstes Clemens VI. Andreas fürchtete um sein Leben und schrieb seiner Mutter, dass er unwürdige Behandlung erfahre. Elisabeth reiste daher 1343 zu ihm nach Süditalien. Angeblich bestach sie den Papst, damit dieser ihren Sohn doch zum König kröne. Am 18. September 1345 wurde Andreas, möglicherweise mit Wissen seiner Gemahlin, erdrosselt.
Elisabeth war sehr fromm, stiftete und förderte mit ihrem Sohn Ludwig mehrere ungarische Kirchen und Klöster und begünstigte insbesondere den Franziskanerorden. Ihr Bruder hatte als Kasimir III. 1333 den polnischen Thron bestiegen, doch er bekam keine Söhne. Nach seinem Ableben im November 1370 folgte ihm gemäß einem Sukzessionsvertrag Elisabeths Sohn Ludwig, der damit nicht nur in Ungarn, sondern nun auch in Polen die Herrschaft ausübte. Er ernannte seine dominante Mutter zur Regentin in Polen. Elisabeth war  beim polnischen Adel und Klerus unbeliebt; auch wurde Ludwig die Vernachlässigung polnischer Interessen vorgeworfen. Im Dezember 1376 kam es in Krakau zu einem Aufstand gegen Elisabeth, dem über Hundert ihrer ungarischen Gefolgsleute zum Opfer fielen. Die Regentin selbst musste die Flucht ergreifen und begab sich nach Ungarn.
Elisabeth von Polen verstarb Ende 1380 und wurde im Klarissinnenkloster in Budapest beigesetzt.

## Mäzenat

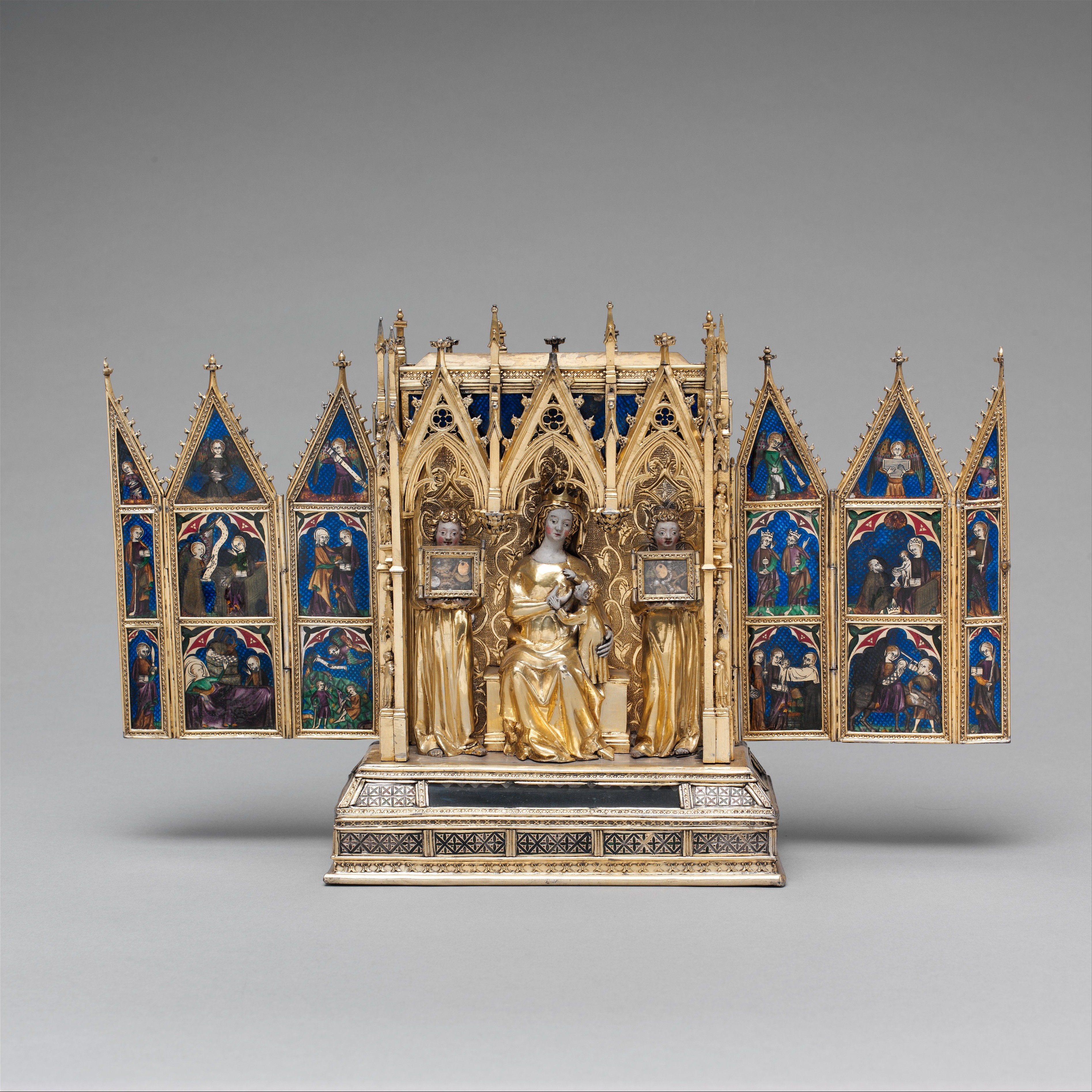
Reliquienschrein von Elisabeth von Polen, Jean de Touyl zugeschrieben, um 1350

Die Königin war eine bekannte Kunstmäzenin und Gründerin vieler Schreine, die sie mit wundervollen Schätzen ausstattete. Zu den erlesenen Beispielen für die Gründung der Königin gehört der silberne Reliquienschrein mit Jungfrau und Kind aus dem Jahr 1350 im Metropolitan Museum of Art, der Jean de Touyl zugeschrieben wird, höchstwahrscheinlich für das Klarissenkloster in Buda geschaffen, das ebenfalls 1334 von der Königin gegründet wurde und silbernes Reliquiar des Heiligen Nikolaus in Form einer gotischen Kirche aus dem Jahr 1344, zugeschrieben an Pietro di Simone Gallico im Museo Nicolaiano in Bari. Elisabeth inspirierte auch die Stiftung der Ungarnkapelle in Aachen und sponserte einige ihrer Schätze.